# 奇蹟之一本松站
奇蹟之一本松站（日语：／ Kiseki-no-Ippon-Matsu eki */?）是位於岩手縣陸前高田市氣仙町字土手影，屬於東日本旅客鐵道（JR東日本）的大船渡線BRT巴士站。
大船渡線氣仙沼站至盛站之間的鐵路服務於2020年4月1日廢止。此巴士站是在BRT化以後才設置，因此不是鐵路車站，也不會計算在JR東日本車站的數目內。

## 概要
2011年3月11日的東北地方太平洋近海地震引發的海嘯侵襲陸前高田市，使位於沿海地區的高田松原受到嚴重損毀，只留下唯一仍然矗立的松樹奇蹟一本松。為方便乘客前往該處，JR東日本於2013年在此設置巴士站。當初最靠近一本松的車站是陸前高田站，該站步行30分鐘即可到達一本松，而陸前高田市希望設置一座靠近一本松的巴士站。
當初此站是期間限定的臨時車站。在2014年2月前，《JR時間表》、《JTB時間表》和JR東日本的ekinet等沒有記載此站。尤如日本國有鐵道（國鐵）時代的臨時乘降場，在2014年3月起，正式記載在上述文獻和網站中。
當初巴士站營業日是在2013年7月13日至8月31日的星期六及假日、「Ugoku七夕節」舉行期間、8月6日、8月7日、盂蘭盆節期間的8月12日至8月16日，以上日期的日間設有巴士停靠。隨著使用人數開始增加，在秋天行樂季節的9月7日至11月30日之間，毎日所有班次均停靠此站。冬季時本站會暫停營業，並於翌年2014年3月1日起重新營業。
後來一本松周邊開設許多觀光物產設施，因此遊客數量有所增加。為了促進觀光客使用BRT，加上地震復興為目的，此站於2014年10月1日起成為常設巴士站。

## 歷史
- 2013年（平成25年）

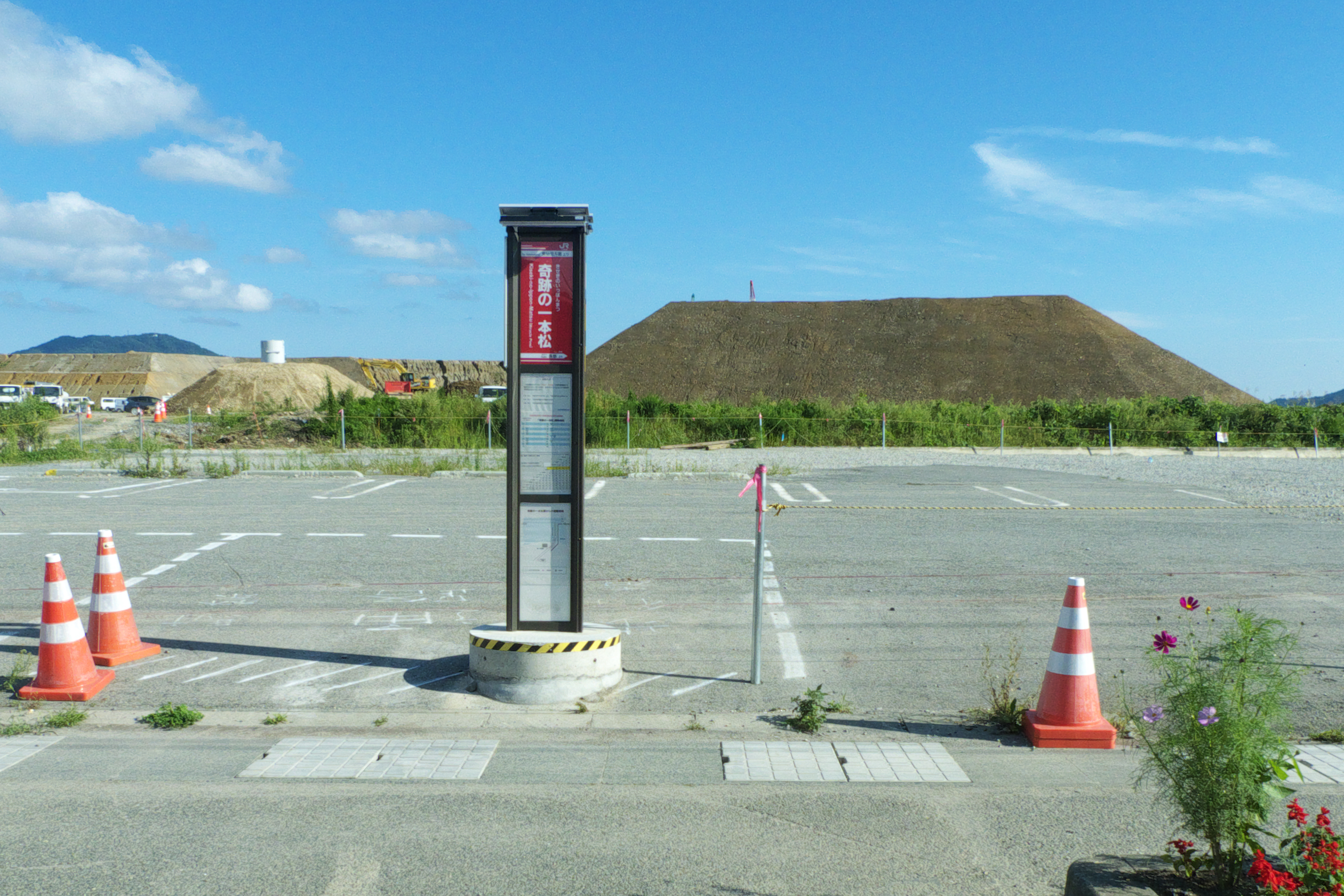
車站月台（2013年）

  - 7月13日：巴士站啟用，在8月31日前設有巴士停靠[3]。
  - 9月7日：巴士站重開，在11月30日前毎日所有巴士班次均停靠[5][9]。
  - 11月30日：結束營業[10]。
- 2014年（平成26年）
  - 3月1日：再次設有巴士停靠[6]。
  - 10月1日：成為常設巴士站[8]。
- 2018年（平成30年）1月23日：巴士站遷移[11]。
- 2019年（令和元年）
  - 6月1日：巴士站遷移[12]。
  - 9月23日：巴士站遷移至「道之驛高田松原（日语：道の駅高田松原）」[13]。

## 巴士站構造
本站位於道之驛高田松原停車場的一角，並坐落在東日本大震災海嘯傳承館前方。兩方向的巴士站位於同一位置。此站的上落客處設有上蓋和長椅。

## 使用狀況
根據「JR東日本」，2019年度（令和元年度）1日平均乘車人次為13人。
| 乘車人次變化       | 乘車人次變化     | 乘車人次變化   |
| 年度               | 1日平均 乘車人次 | 參考資料       |
| ------------------ | ---------------- | -------------- |
| 2013年（平成25年） | 17               | [ 利用客数 2 ] |
| 2014年（平成26年） | 12               | [ 利用客数 3 ] |
| 2015年（平成27年） | 13               | [ 利用客数 4 ] |
| 2016年（平成28年） | 10               | [ 利用客数 5 ] |
| 2017年（平成29年） | 9                | [ 利用客数 6 ] |
| 2018年（平成30年） | 7                | [ 利用客数 7 ] |
| 2019年（令和元年） | 13               | [ 利用客数 1 ] |

## 巴士站周邊
- 國道45號陸前高田繞道（日语：陸前高田バイパス）
- 國道340號（日语：国道340号）陸前高田繞道
- 高田松原
- 道之驛高田松原（日语：道の駅高田松原） - 與此站一段距離設有舊道之驛高田松原（地震遺構）
- 奇蹟之一本松（日语：奇跡の一本松）
- 旧陸前高田青年旅社（日语：陸前高田ユースホステル）（地震遺構）
- 東日本大震災海嘯傳承館 - 東日本大震災的地震資料館。設有追悼設施。
- 氣仙川（日语：気仙川）

## 車費計算
在巴士站啟用時候，當時沒有營業距離。在此站乘降時的車費計算，會以下一站的公里數作基礎計算車費。此站實際位於長部站至陸前高田站中間，在車費計算上是陸前矢作站至竹駒站之間。在此站乘車前往氣仙沼站方向時，車費的乘車站以竹駒站作準，在此站乘車前往盛站方向時，車費的乘車站會以陸前矢作站作準。
在2014年巴士站常設化後，此站設定了營業公里。而此站與陸前高田站之間的車費由190日圓變為140日圓。

## 相鄰巴士站
東日本旅客鐵道（JR東日本）
■大船渡線BRT
□快速
長部－奇蹟之一本松－陸前高田
■普通
陸前今泉－奇蹟之一本松－陸前高田

## 注腳

### 使用狀況
1. 1 2  . 東日本旅客鐵道.   [2020-07-19]. （原始内容存档于2021-01-10） （日语）.
2. ↑  . 東日本旅客鐵道.   [2019-02-14]. （原始内容存档于2014-10-06） （日语）.
3. ↑  . 東日本旅客鐵道.   [2019-02-14]. （原始内容存档于2020-10-08） （日语）.
4. ↑  . 東日本旅客鐵道.   [2019-02-14]. （原始内容存档于2020-06-02） （日语）.
5. ↑  . 東日本旅客鐵道.   [2019-02-14]. （原始内容存档于2020-06-02） （日语）.
6. ↑  . 東日本旅客鐵道.   [2018-09-17]. （原始内容存档于2020-08-11） （日语）.
7. ↑  . 東日本旅客鐵道.   [2019-07-24]. （原始内容存档于2020-05-15） （日语）.

## 外部連結
- 車站資訊（奇蹟之一本松）：東日本旅客鐵道（日語）